# Campionati italiani di duathlon sprint del 2021
I Campionati italiani di duathlon sprint del 2021 (edizione XIV) sono stati organizzati dalla Flipper Triathlon con la Federazione Italiana Triathlon e si sono tenuti a San Benedetto del Tronto il 18 aprile 2021
Tra gli uomini ha vinto Gregory Barnaby (707), mentre la gara femminile è andata a Luisa Iogna-Prat (DDS).

## Risultati

### Élite uomini
| Pos. | Atleta               | Società sportiva      | Corsa   | Bici    | Corsa   | Totale  |
| ---- | -------------------- | --------------------- | ------- | ------- | ------- | ------- |
|      | Gregory Barnaby      | 707                   | 0.14.37 | 0.25.42 | 0.07.16 | 0.49.32 |
|      | Nicolo' Strada       | Raschiani Triathlon   | 0.14.40 | 0.26.04 | 0.07.20 | 0.50.05 |
|      | Michele Sarzilla     | DDS                   | 0.14.12 | 0.26.50 | 0.07.08 | 0.50.07 |
| 4    | Dario Chitti         | CUS Parma             | 0.14.32 | 0.26.48 | 0.07.14 | 0.50.37 |
| 5    | Federico Spinazze'   | Silca Ultralite       | 0.15.07 | 0.25.57 | 0.07.38 | 0.50.49 |
| 6    | Valerio Patane'      | CUS Pro Patria Milano | 0.14.46 | 0.27.06 | 0.07.09 | 0.50.59 |
| 7    | Samuele Angelini     | Fiamme Oro            | 0.14.47 | 0.27.07 | 0.07.13 | 0.51.07 |
| 8    | Alessio Crociani     | Fiamme Azzurre        | 0.14.50 | 0.27.07 | 0.07.18 | 0.51.11 |
| 9    | Massimo Cigana       | Maniro Triathlon      | 0.15.35 | 0.25.47 | 0.07.47 | 0.51.16 |
| 10   | Michele Bortolamedi  | K3 Cremona            | 0.14.41 | 0.27.07 | 0.07.29 | 0.51.18 |
| 10   | Stefano Lombardi     | Venus Triathlon       | 0.14.46 | 0.27.02 | 0.07.22 | 0.51.18 |
| 10   | Davide Ingrilli'     | Raschiani Triathlon   | 0.15.06 | 0.27.00 | 0.07.13 | 0.51.18 |
| 10   | Federico Pagotto     | CUS Pro Patria Milano | 0.15.07 | 0.27.09 | 0.07.09 | 0.51.18 |
| 14   | Mattia Zontini       | Raschiani Triathlon   | 0.15.12 | 0.26.39 | 0.07.27 | 0.51.20 |
| 15   | Luca Diego Boraschi  | Torrino-roma Triathl  | 0.14.30 | 0.27.30 | 0.07.17 | 0.51.22 |
| 16   | Emanuele Faraco      | Terra Dello Sport     | 0.15.11 | 0.26.42 | 0.07.31 | 0.51.25 |
| 17   | Stefano Micotti      | DDS                   | 0.15.33 | 0.26.17 | 0.07.36 | 0.51.29 |
| 18   | Alessandro Degasperi | Doloteam              | 0.15.10 | 0.26.46 | 0.07.32 | 0.51.39 |
| 18   | Tommaso Paoletti     | CUS Pro Patria Milano | 0.15.10 | 0.26.57 | 0.07.27 | 0.51.39 |
| 18   | Ivan Cappelli        | Valdigne Triathlon    | 0.15.22 | 0.26.51 | 0.07.30 | 0.51.39 |
| 21   | Nicola Duchi         | Doloteam              | 0.15.31 | 0.26.39 | 0.07.28 | 0.51.49 |

### Élite donne
| Pos. | Atleta                | Società sportiva      | Corsa   | Bici    | Corsa   | Totale  |
| ---- | --------------------- | --------------------- | ------- | ------- | ------- | ------- |
|      | Luisa Iogna-prat      | DDS                   | 0.16.57 | 0.28.54 | 0.08.16 | 0.56.14 |
|      | Sharon Spimi          | DDS                   | 0.16.37 | 0.29.24 | 0.07.58 | 0.56.23 |
|      | Federica Parodi       | T.d. Rimini           | 0.16.57 | 0.31.32 | 0.08.13 | 0.58.51 |
| 4    | Francesca Crestani    | Cy Laser Tri Schio    | 0.17.21 | 0.30.55 | 0.08.28 | 0.58.57 |
| 5    | Asia Mercatelli       | Raschiani Triathlon   | 0.16.57 | 0.31.31 | 0.08.25 | 0.59.11 |
| 6    | Maria Elena Petrini   | Fiamme Azzurre        | 0.17.06 | 0.31.34 | 0.08.31 | 0.59.21 |
| 7    | Chiara Cavalli        | CUS Parma             | 0.17.32 | 0.30.58 | 0.08.38 | 0.59.31 |
| 8    | Angelica Prestia      | Raschiani Triathlon   | 0.16.53 | 0.32.18 | 0.08.17 | 0.59.36 |
| 9    | Marta Menditto        | Sai Frecce Bianche    | 0.17.16 | 0.31.34 | 0.08.48 | 0.59.57 |
| 10   | Margie Santimaria     | Doloteam              | 0.18.26 | 0.30.46 | 0.09.10 | 1.00.52 |
| 11   | Chiara Cocchi         | T.d. Rimini           | 0.17.20 | 0.32.41 | 0.08.37 | 1.00.58 |
| 12   | Alice Capone          | Raschiani Triathlon   | 0.17.47 | 0.32.45 | 0.08.40 | 1.01.32 |
| 13   | Lisa Schanung         | T.d. Rimini           | 0.18.15 | 0.31.46 | 0.09.23 | 1.01.50 |
| 14   | Federica Frigerio     | Venus Triathlon       | 0.17.29 | 0.32.51 | 0.09.01 | 1.01.51 |
| 15   | Vittoria Loschi       | A.s.d. Torino Triath  | 0.17.57 | 0.32.35 | 0.08.55 | 1.01.56 |
| 16   | Michela Pozzuoli      | Minerva Roma          | 0.18.33 | 0.31.48 | 0.09.11 | 1.01.58 |
| 17   | Doga Erman            | CUS Pro Patria Milano | 0.17.50 | 0.32.27 | 0.09.12 | 1.01.59 |
| 18   | Zoe Orsolini          | CUS Pro Patria Milano | 0.17.58 | 0.32.50 | 0.08.57 | 1.02.02 |
| 19   | Paola Sacchi          | Raschiani Triathlon   | 0.17.49 | 0.33.07 | 0.08.57 | 1.02.14 |
| 20   | Nicoletta Santonocito | Magma Team            | 0.17.59 | 0.33.10 | 0.08.46 | 1.02.23 |